# 2MASS J02284355-6325052
2MASS J02284355-6325052 ist ein Brauner Zwerg im Sternbild Pendeluhr und der Spektralklasse L0. Seine Position verschiebt sich aufgrund seiner Eigenbewegung jedes Jahr um 0,64 Bogensekunden. Er wurde 2007 von Kendall et al. entdeckt.